# Мескита (Рио-де-Жанейро)
Мескита (порт. Mesquita) — муниципалитет в Бразилии, входит в штат Рио-де-Жанейро. Составная часть мезорегиона Агломерация Рио-де-Жанейро. Входит в экономико-статистический микрорегион Рио-де-Жанейро. Население составляет 182 495 человек на 2007 год. Занимает площадь 34,767 км². Плотность населения — 5337,0 чел./км².

## История
Город основан 25 сентября 1999 года.

## Статистика
- Валовой внутренний продукт на 2005 год составляет 993 326 тысяч[1] реалов (данные: Бразильский институт географии и статистики).
- Валовой внутренний продукт на душу населения на 2005 год составляет 4278,42 реалов (данные: Бразильский институт географии и статистики).